# Godardia trajanus
Godardia trajanus är en fjärilsart som beskrevs av Ward 1871. Godardia trajanus ingår i släktet Godardia och familjen praktfjärilar. Inga underarter finns listade i Catalogue of Life.